# 傳播科技
傳播科技，顧名思義就是利用科技來傳播，一般看到的電視、廣播等媒介對傳播而言是顯而易見的，不僅看的到、也是日常生活中最常遇見的，但由於現在是個科技進步的時代，因此紛紛推出數位電視、數位廣播。
在生活科技的領域中，為利用數位媒體，數位軟體等工具將拍攝好的影片、聲音製作成數位檔，跟著手機3G時代開始，利用手機都可以看影音，所以這個科技為傳播界帶來新的面貌。
要擁有這項技能，首先必須先學習傳播的媒介和定義，從早期口耳相傳、紙筆、到現在的電視、廣播，可以看出傳播的進步，加上對電腦軟體的熟悉度，利用科技將傳播數位化。